# Les Opinions de M. Jérôme Coignard
Les Opinions de M. Jérôme Coignard, recueillies par Jacques Tournebroche est un roman-essai d'Anatole France sous la forme de dialogues entre l'abbé Jérôme Coignard et son disciple Jacques Tournebroche.

## Citations sur l'Académie française
À l'occasion de l'élection à l'Académie française de l’évêque de Séez, Jérôme Coignard dit à propos des académiciens dont il estime peu le mérite et de l'Académie qui les a accueillis :
« Quel affront pour ceux qu’elle n’accueillerait pas, si l’élu était toujours le meilleur ! La fille de Richelieu doit se montrer un peu légère pour ne pas paraître trop insolente. Ce qui la sauve, c’est qu’elle a des fantaisies. Son injustice fait son innocence, et c’est parce que nous la savons capricieuse qu’elle peut nous repousser sans nous blesser. [...] C’est dans ses fautes apparentes qu’il faut admirer sa réelle sagesse. »

## Éditions
Une première édition est publiée chez Mornay en 1893.
Une réédition est publiée chez Mornay en 1924.